# Effet Matthieu
L’effet Matthieu (Matthew Effect) désigne, en sociologie des sciences, les mécanismes par lesquels les scientifiques, les établissements d'enseignement supérieur et les entreprises les plus reconnus tendent à entretenir leur domination dans le monde de la recherche et de l'innovation technologique.
Dans le langage populaire, l'effet Matthieu se traduit par les plus riches deviennent plus riches et les plus pauvres, plus pauvres. La même notion transparaît aussi dans l'aphorisme courant qui veut qu'on ne prête qu'aux riches.

## Origine
Le terme est dû au sociologue américain Robert King Merton qui, dans un article publié en 1968, cherche à expliquer comment les scientifiques et les universités les plus réputés maintiennent leur domination dans le domaine de la recherche. Cette appellation fait référence à une phrase de l'Évangile selon Matthieu : « Car on donnera à celui qui a, et il sera dans l'abondance, mais à celui qui n'a pas on ôtera même ce qu'il a ».

## Domaines d'application
Des chercheurs ont par la suite réutilisé la formule d'effet Matthieu dans d'autres contextes pour décrire les mécanismes par lesquels les plus favorisés tendent à accroître leur avantage sur les autres :
- lors d'un processus d'apprentissage (lecture, développement de compétences), les meilleurs tendent à accroître leur avance, tandis que les moins bons accentuent leur retard[5]
- en théorie des réseaux, les nœuds antérieurs dans un réseau bénéficient d'un attachement préférentiel : ils ont tendance à attirer plus de liens dès le début, renforçant leur position hégémonique[6]
- dans le domaine de l'intelligence artificielle (IA), des ensembles de données biaisés peuvent conduire à des systèmes d'IA biaisés qui perpétuent et amplifient les inégalités et les biais de représentation[7]
- dans l'industrie du sport, les clubs les plus prestigieux ont tendance à attirer les joueurs les plus talentueux et les meilleurs entraîneurs, créant un cercle vertueux pour les clubs dominants, tandis que les clubs en difficulté rencontrent des obstacles pour s'améliorer et rivaliser avec les équipes de tête
- les produits et biens de grande consommation bien notés ou qui bénéficient d'une certaine notoriété ont plus de chances de continuer à être appréciés. Leurs places prédominantes au premier plan des classements et des résultats des systèmes de comparaison empêchent les autres produits de gagner en popularité ou d'être reconnus[8],[9].